# Antojito
L'antojito és un tipus d'aperitiu que forma part de la cultura mexicana i d'altres països d'Amèrica Llatina.
L'antojito és un aliment fet generalment a base de blat de moro, ric en greixos (fregit moltes vegades) i acompanyat d'una salsa de Xile, i generalment és part d'un menjar ràpid i informal. Alguns d'aquests, pel seu alt contingut en carbohidrats i greixos són considerats com menjar ferralla. En altres països, com Veneçuela, la definició s'estén a grans com maní i anacard fregits i salats, a més d'altres aperitius com empanadas i tequeños.